# Simona Frapporti
Pour les articles homonymes, voir Frapporti.
Simona Frapporti, née le 14 juillet 1988 à Gavardo, est une coureuse cycliste italienne. Professionnelle entre 2008 et 2021, elle pratique le cyclisme sur piste et sur route. Elle est notamment championne d'Europe de poursuite par équipes en 2016.

## Biographie
Elle habite à Lavenone et est une habituée du vélodrome de Montichiari. Ses frères Marco et Mattia sont également cyclistes. Afin de soutenir les ambitions cyclistes de leurs quatre enfants, les parents ont fondé leur propre équipe cycliste, la « Team Valsebbia » , au début de leur carrière sportive, à laquelle appartenait également l'ami d'enfance de Frapporti, Sonny Colbrelli,. 
Dès 2011, elle s'illustre aux championnats d'Italie sur piste en remportant le titre national de la poursuite par équipes. Deux ans plus tard, elle est championne d'Italie de vitesse par équipes. En 2014, avec son équipe Astana BePink Womens, elle est médaillée de bronze du championnat du monde du contre-la-montre par équipes, en Espagne, à Ponferrada. La même année, elle est double championne d'Italie sur piste, sur le 500 mètres et l'omnium, ainsi que médaillée de bronze de la poursuite par équipes aux championnats d'Europe.
En 2016, elle fait partie de l'équipe d'Italie de poursuite qui se qualifie pour les Jeux olympiques de Rio. La formation italienne composée de Frapporti, Beatrice Bartelloni, Francesca Pattaro, Tatiana Guderzo et Silvia Valsecchi y prend la sixième place de la poursuite par équipes.  Selon un site Internet local, elle est la première athlète féminine de la Valle Sabbia à participer aux Jeux olympiques. La même année, elle devient en France championne d'Europe de poursuite par équipes  (avec Elisa Balsamo, Tatiana Guderzo, Francesca Pattaro et Silvia Valsecchi).
Après avoir obtenu plusieurs podiums en poursuite par équipes sur les manches de Coupe du monde, elle décroche la médaille de bronze de la poursuite par équipes aux mondiaux sur piste d'Apeldoorn en 2018.
En janvier 2020, elle gagne une étape du Santos Women's Tour. En février 2021, elle annonce arrêter sa carrière de coureuse.

## Palmarès sur piste

### Jeux olympiques
- Rio 2016
  - 6e de la poursuite par équipes

### Championnats du monde
- Minsk 2013
  - 8e de la poursuite par équipes
  - 12e de l'omnium
- Cali 2014
  - 11e de la poursuite par équipes
  - 14e de l'omnium
- Saint-Quentin-en-Yvelines 2015
  - 8e de la poursuite par équipes
  - 13e de l'omnium
- Londres 2016
  - 6e de la poursuite par équipes
  - 12e de l'omnium
- Hong Kong 2017
  - 4e de la poursuite par équipes[7]
- Apeldoorn 2018
  -  Médaillée de bronze de la poursuite par équipes
- Pruszków 2019
  - 15e de la poursuite individuelle

### Coupe du monde
- 2016-2017

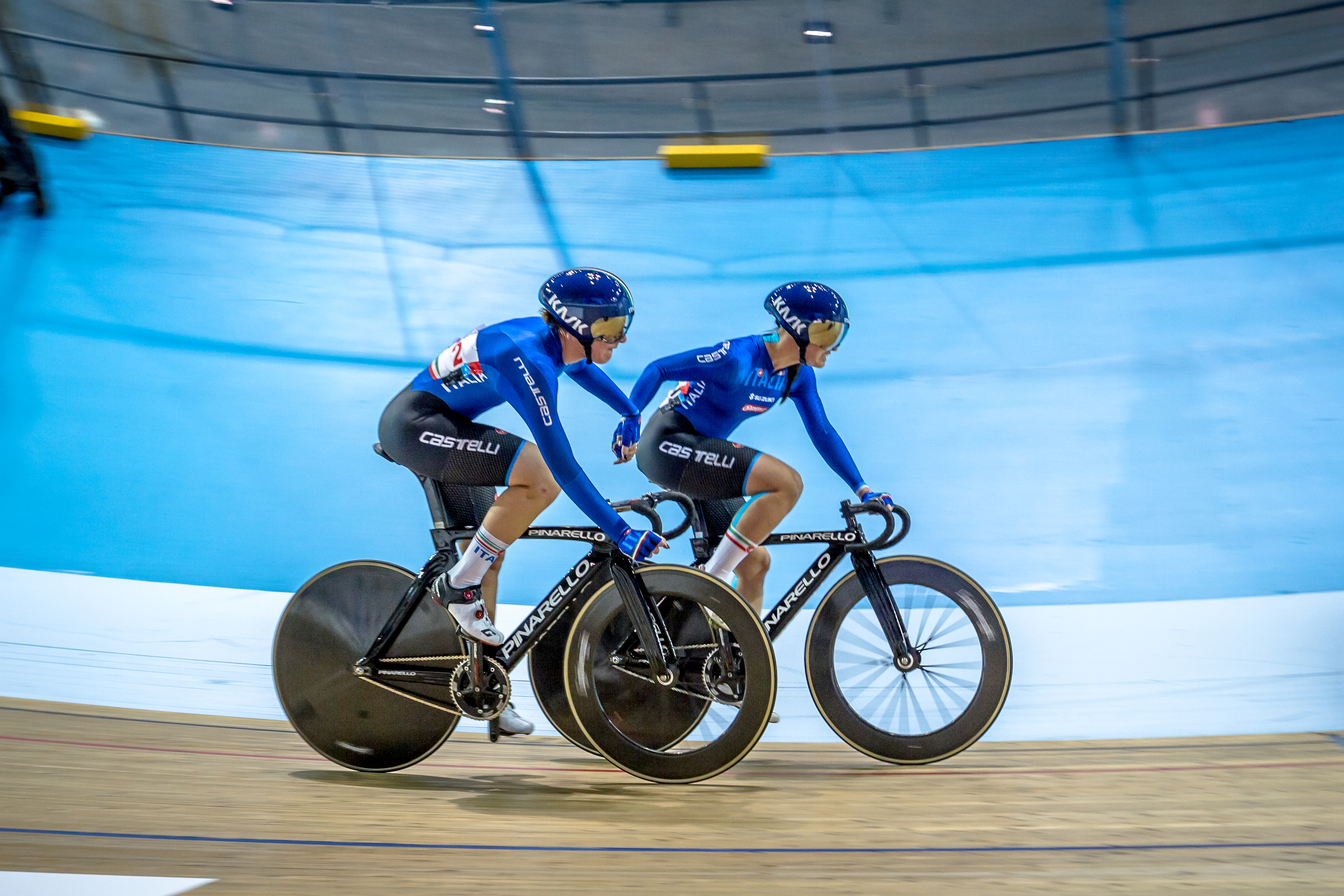
Frapporti (à gauche) avec Rachele Barbieri lors de la course à l'américaine de la Coupe du monde 2017 à Milton.

  - 2e de la poursuite par équipes à Glasgow
  - 2e de la poursuite par équipes à Cali
  - 3e de la course aux points à Cali
- 2017-2018
  - 2e de la poursuite par équipes à Santiago
  - 2e de la poursuite par équipes à Minsk
- 2018-2019
  - 2e de la poursuite par équipes à Milton
  - 3e de la poursuite par équipes à Londres
- 2019-2020
  - 3e de la poursuite par équipes à Glasgow

### Championnats d'Europe
| Édition / Épreuve              | Poursuite par équipes |
| Baie-Mahault 2014              | Bronze                |
| Saint-Quentin-en-Yvelines 2016 | Or                    |

### Championnats nationaux
- 2011
  -  Championne d'Italie de poursuite par équipes  (avec Gloria Presti et Silvia Valsecchi)
  - 2e de la poursuite
- 2012
  - 2e de l'omnium
- 2013
  -  Championne d'Italie de vitesse par équipes (avec Silvia Valsecchi)
  - 2e du 500 m
  - 2e du Keirin
- 2014
  -  Championne d'Italie du 500 m
  -  Championne d'Italie de l'omnium
- 2016
  -  Championne d'Italie du scratch
  -  Championne d'Italie de l'omnium
  -  Championne d'Italie de poursuite
  -  Championne d'Italie de poursuite par équipes (avec Tatiana Guderzo, Elena Cecchini et Marta Bastianelli)
  -  Championne d'Italie de vitesse par équipes (avec Marta Bastianelli)

## Palmarès sur route

### Par années
- 2012
  - 4e étape de la Route de France
  - 2e de la Classique de Padoue
- 2014
  -  Médaillée de bronze du championnat du monde du contre-la-montre par équipes
- 2020
  - 4e étape du Santos Women's Tour

### Classements mondiaux
| Année                                 | 2009 | 2010 | 2011 | 2012 | 2013 | 2014 | 2015 | 2016 | 2017 | 2018 | 2019 | 2020 |
| ------------------------------------- | ---- | ---- | ---- | ---- | ---- | ---- | ---- | ---- | ---- | ---- | ---- | ---- |
| Classement UCI                        | 355e | 359e | 274e | 91e  | 215e | 164e | 125e | 567e | 140e | 245e | nc   | 247e |
| UCI World Tour                        |      |      |      |      |      |      |      | nc   | 100e | 146e | nc   | 119e |
|                                       |      |      |      |      |      |      |      |      |      |      |      |      |
| Légende : nc = non classéSource : UCI |      |      |      |      |      |      |      |      |      |      |      |      |